# Prońki
Prońki (niem. Feilschmidt) – mała osada w Polsce położona w województwie pomorskim, w powiecie sztumskim, w gminie Stary Dzierzgoń. Osada wchodzi w skład sołectwa Milikowo.
W latach 1975–1998 miejscowość administracyjnie należała do województwa elbląskiego.
Wieś wzmiankowana w dokumentach z roku 1591 pod nazwą Klein Prohnen, jako dwór szlachecki na 7 włókach. W roku 1782 we wsi odnotowano cztery domy, natomiast w 1858 w trzech gospodarstwach domowych było 35 mieszkańców. W latach 1937–1939 było 58 mieszkańców. W roku 1973 jako majątek Prońki należały do powiatu morąskiego, gmina Stary Dzierzgoń, poczta Myślice.